# Mario Cavaglieri
Mario Oddone Cavaglieri (Rovigo, 10 luglio 1887 – Pavie, 23 settembre 1969) è stato un pittore italiano.

## Biografia
Mario Oddone, così all'anagrafe, nacque a Rovigo da Pacifico e Regina Bianchini, in una benestante famiglia dell'aristocrazia israelita veneziana trasferitasi nel capoluogo polesano.
Giovanissimo si trasferì a Padova, dove risiedette con la famiglia dal 1900 al 1917. Mostrò ben presto una predisposizione all'arte e dal 1905 si formò sotto la guida del pittore Giovanni Vianello. In quell'ambiente conobbe Felice Casorati, suo compagno di studi fino al 1908, ed entrambi vennero iniziati alle tecniche della pittura a olio e ad affresco del quale il loro maestro era profondo conoscitore. Due anni più tardi, Cavaglieri approfondì la tecnica pittorica presso l'atelier di Cesare Laurenti. Nel frattempo si iscrisse alla facoltà di giurisprudenza dell'Università di Padova, tuttavia ben presto abbandonò gli studi per dedicarsi alla carriera artistica.
Iniziò a esporre nel 1907, appena ventenne, a Roma, oltre che a Milano, inserito tra i giovani talenti presenti alla mostra della "Società amatori e cultori di belle arti della capitale d'Italia". Due anni più tardi fu presente con tre dipinti all'Opera Bevilacqua La Masa, ente veneziano che dalla fine del secolo precedente aveva deciso di promuovere l'arte contemporanea con mostre, ubicate a Ca' Pesaro, che esponevano opere giovanili d'avanguardia in contrapposizione alle prime Biennali, giudicate eccessivamente accademiche. In quella stessa sede, nella mostra collettiva del 1910, espose ben quattordici opere affiancate a quelle di altri giovani artisti che lavoravano allora nel Veneto e alle personali di Umberto Boccioni, Teodoro Wolf Ferrari e Tullio Garbari. In quegli anni evolve il suo personale stile, fatto di visioni d'interni traendo una forte ispirazione – come già notava Roberto Longhi nel 1919 –  dai post-impressionisti come Vuillard e il primo Matisse. Interni pervasi dalla nostalgica attenzione ai dettagli – che fa pensare a Proust o Gozzano – in cui si muovono o giacciono le sue figure di donna, manifestando comunque un accenno di substrato liberty e una sensibilità del colore tipicamente veneta. Ugualmente sarà importante il rapporto con la sua musa ispiratrice e futura moglie Giulietta Catellini, che egli frequentò dal 1911 e sposò a Piacenza nel 1921. Giulietta rimase una figura ricorrente nelle sue opere.
Trasferitosi a Parigi nel 1911, l'anno successivo tornò a esporre a Ca' Pesaro nella collettiva annuale, dove ottenne la sua seconda mostra personale di diciannove opere; nel contempo figurò nella selezione delle opere scelte dalla Biennale in rappresentanza dei giovani emergenti, presenza che poi risulterà costante ininterrottamente dal 1912 al 1924.

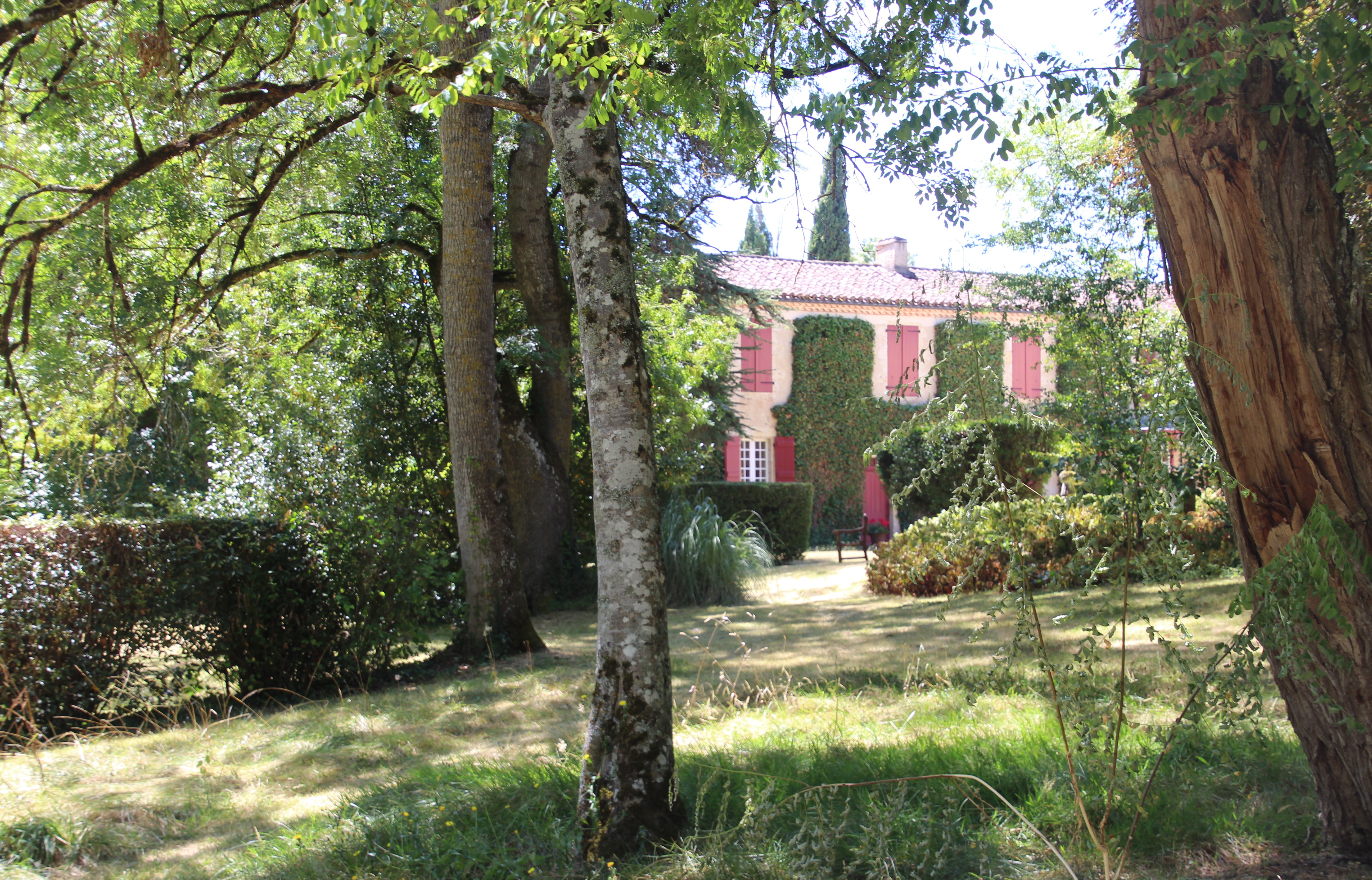
La maison de Peyloubère, abitazione di Cavaglieri nei pressi di Pavie.

Si ritirò nella campagna francese nel 1925 e acquistata la "maison de Peyloubère", vicino a Pavie, vi si trasferì immediatamente e vi risiedette fino allo scoppio della seconda guerra mondiale. Cercando di sfuggire all'invasione tedesca tornò in Italia, ma a causa dell'emanazione delle leggi razziali fasciste la sua famiglia era stata costretta a vendere la casa e alcuni membri vennero deportati. Cavaglieri ritornò in Francia nel 1946, nella sua "maison", abitazione che nel 1996 è stata resa Monumento Storico. Da allora Cavaglieri si alternò tra Parigi e Pavie, mantenendo la casa fino alla sua morte, avvenuta il 23 settembre 1969.
La sua prima retrospettiva è stata organizzata dal Musée des Augustins di Tolosa nel 1974, mentre nel 2007 la sua città natale, Rovigo, ha organizzato una grande retrospettiva internazionale a Palazzo Roverella. Diverse sue opere sono ora esposte al Musée des Amériques di Auch.